# Humanistisch Historisch Centrum
Het Humanistisch Historisch Centrum is een humanistisch archief in Nederland, deel van de Universiteit voor Humanistiek (Utrecht) en verbonden aan de humanistische beweging.

## Ontstaan
De eerste ideeën over de noodzaak van een humanistisch archief kwam naar voren tijdens een jaarlijkse studiedag in 1989 van de net opgerichte Universiteit voor Humanistiek. De toenmalige bibliothecaris Bert Gasenbeek en docent Peter Derkx dienden een verzoek in waarin ze pleitten voor een humanistisch documentatiecentrum, aangezien dat nog niet bestond. Na meer onderzoek te hebben gedaan in opdracht van de Universiteit voor Humanistiek werd er geconstateerd dat de wijze van bewaring en beheer van het merendeel van de humanistische archieven onsystematisch en onzorgvuldig gebeurde. Daardoor werd in oktober 1996 het Humanistisch Archief-en Documentatiecentrum (HADC) opgericht, de voorloper van het Humanistisch Historisch Centrum.

## Werkzaamheden
In januari 1997 ging het HADC van start met als directeur Bert Gasenbeek. Later dat jaar werd de naam veranderd in Het Humanistisch Archief. Als kernactiviteiten had Het Humanistisch Archief onder andere het beheer van de archieven, het documentatiewerk en informatievoorziening; het verrichten van historisch onderzoek; en het uitbrengen van wetenschappelijke publicaties.
In de eerste jaren lag het accent op het overnemen en het beheren van papieren en audiovisuele archieven. Zo verzamelde Het Humanistisch Archief archieven van onder andere het Humanistisch Verbond, humanistische geestelijke verzorging bij justitie en defensie, humanistisch vormingsonderwijs en belangrijke humanistische personen. Deze werden door Het Humanistisch Archief bewerkt en daarna ter bewaring overgebracht naar het Utrechts Archief. Gaandeweg werd het archief steeds groter, met bijdragen van personen als Rob Tielman en instanties als het International Humanist and Ethical Union en afdelingen van het Humanistisch Verbond.
In 2005 rondde Het Humanistisch Archief het zogenaamde Metamorfozeproject van de Koninklijke Bibliotheek af, wat resulteerde in de conservering en digitalisering van veel historische publicaties uit de vrijdenkersbeweging. In 2011 werd de naam veranderd in Humanistisch Historisch Centrum (HHC). In 2013 werd een groot archiefproject afgerond waarbij het merendeel van de humanistische archieven werden behandeld en ondergebracht bij het Utrechts Archief. Hedendaags houdt het HHC zich vooral bezig met het digitaliseren van aanwezige informatie, het verwerven van historisch- en archiefonderzoek, het verzorgen van inlichtingen en het verwerken van papieren archieven. Ook worden personen geïnterviewd die een rol speelden in de humanistische beweging om die informatie vast te leggen (oral history).
Sinds 1 januari 2015 is het Humanistisch Historisch Centrum onderdeel geworden van de Universiteit voor Humanistiek.

## Publicaties van het Humanistisch Historisch Centrum
Vanaf 2000 verzorgt het HHC, aanvankelijk in eigen beheer en later in samenwerking met uitgeverij Papieren Tijger een reeks publicaties onder de titel Humanistisch Erfgoed:
1. Gasenbeek, B. (2000), Garmt Stuiveling. Wegbereider van het Humanistisch Verbond.
2. Loman, J.[2] (2000), Registers op Het Woord van de Week (1948-1973).
3. Kuijlman, W. (2001), Een mantel met sterren. Religieus humanisme in het Humanistisch Verbond.
4. Nabuurs, J. (2003), Vrijdenkers in verzuild Nederland. De Dageraad, 1900-1940. Een bronnenstudie.
5. van Praag, J.P. (2004), Om de geestelijke weerbaarheid van humanisten.
6. Brabers, J., W. Kuijlman (2004), Veertig jaar Dienst Humanistisch Geestelijke Verzorging bij de Krijgsmacht (1964-2004).
7. Gasenbeek, B. (2007), Denkers zonder Dogma's.
8. Brabers, J. (2008), Humanistisch geïnspireerde ontwikkelingssamenwerking. Voorgeschiedenis en opbouw van HIVOS.
9. Stolk, V. (2008), De Dageraad van het positief atheïsme. Jan Hoving over godsdienst en seksualiteit in het Interbellum.
10. Edelman, P., W. Mennings, W. Vervaart (2009), Voorlopig ben ik humanist. Teksten van voordrachten van Jan van Zijverden .
11. Breekveldt, P. (2009), Vredesduif op eigen vleugels . 25 jaar Humanistisch Vredesberaad.
12. van den Berg, F., B. Gasenbeek (2010), Rob Tielman, een begeesterd humanist.
13. Nederkoorn, A. (2011), Alfons Nederkoorn: Het vergrootglas van de geest. Een vergelijkende studie over het denken van J.P. van Praag en hedendaagse auteurs over humanisme in relatie tot spiritualiteit.
14. Heijne, R. (2011), Rein Heijne (red): In gesprek met Erasmus: over humanisme, opvoeding en geweldloosheid .
15. Gasenbeek, B. (2011), 'Liever een dode leeuw dan een levende hond' Over de betekenis van de vrijdenker en humanist Leo Polak (1880 - 1941).
16. Gasenbeek, B., C. Hietland (2012), Van jeugdig pacifisme naar geestelijke weerbaarheid. De Jongeren Vredes Actie (1924-1940).
17. Gasenbeek, B., V. Stolk (2012), Een (her)uitgave van Jan Hovings levensherinneringen en radioredes tegen de Jodenhaat.